# مسجد حاج رضا
مسجد حاج رضا مربوط به دوره قاجار است و در اصفهان، خیابان عبدالرزاق، کوی مسجد حاج رضا واقع شده و این اثر در تاریخ ۹ آبان ۱۳۷۷ با شمارهٔ ثبت ۲۱۴۴ به‌عنوان یکی از آثار ملی ایران به ثبت رسیده‌است.